# 김효정 (조선)
김효정(金孝貞, 1383년~1440년)은 고려 말, 조선 초기의 문신, 학자, 정치인이다. 자는 경부, 호는 주촌, 시호(諡號) 문정(文靖)이며 본관은 선산(일선)이다. 신라 대보공 김알지(金閼智)의 후예로 고려(高麗) 삼중대광 문하시중(三重大匡門下侍中) 선주백(善州伯) 김선궁(金宣弓)을 시조로 하고, 고려(高麗) 증(贈) 정순대부(正順大夫) 예의판서(禮儀判書) 동부찬성사(同府贊成事) 판밀직사사(判密直司事) 진현관 대제학(進賢館 大提學) 지춘추관사(知春秋館事) 상호군(上護軍) 행(行) 신호위보승낭장(神虎衛保勝郎將) 원로(元老)의 증손으로, 할아버지는 고려 충신(高麗 忠臣) 증(贈) 가선대부(嘉善大夫) 예조참판(禮曹 參判) 행(行) 고려(高麗) 조봉랑(朝奉郞) 지평해군사(知平海君事) 제(海), 아버지는 증(贈) 정헌대부(正憲大夫) 이조판서(吏曹判書) 행(行) 가선대부(嘉善大夫) 이조참판(吏曹參判) 자연(自淵), 어머니는 정부인(貞夫人) 전주이씨로 선산부사(善山府使), 정의대부(正議大夫) 판비서감사(判秘書監事)와 정당문학(政堂文學)을 지내고 단성익조좌명공신(端誠翊祚佐命功臣) 광정대부(匡靖大夫) 정당문학(政堂文學) 예문관대제학(藝文館大提學) 겸 지춘추관성균관사(兼知春秋館成均館事) 상호군으로 이문정(李文挺)의 딸이다.

## 과거 급제
- 조선(朝鮮) 정종(定宗) 원년(1399년) 기묘년(己卯年) 사마시(司馬試) 생원(生員) 17세,
- 조선(朝鮮) 태종(太宗) 2년(1402년) 임오년(壬午年) 식년시(式年試) 동진사(同進士) 15위(25/33) 20세,
- 조선(朝鮮) 세종(世宗) 9년(1427년) 정미년(丁未年) 중시(重試) 을과 2등(乙科二等) 6위(9/12) 45세,

.

## 관료 생활
1410년 사헌부감찰이 되고 1417년 예조 좌랑 1418년 형조 좌랑 1420년 우헌납이 되었다. 이듬해 태상왕 봉숭도감부사판관(封崇都監副使判官)이 되었고, 1423년 이조 정랑이 되고 1427년 사간원 우사간에 임명되었다. 왕에게 흉년을 구제하고 백성들을 구휼하는 데 힘쓰고, 특히 충청·경상·전라·강원·함길도의 농사가 제대로 되지 않았기 때문에 경차관을 보내어 병선과 군기를 점검하고 불우(不虞)에 대비할 것을 하도록 건의했다. 곧, 좌사간과 우사간이 되었는데, 이때 왕에게 백성을 사랑하는 마음과 정치로써 백성의 이익과 손해를 헤아려 정사에 힘쓸 것을 주장했다.
집현전 부제학 및 1432년 호조 우참의, 이조 좌참의를 거쳐, 1434년 예문관 제학으로 경상도 관찰사로 나아갔다. 1437년 대사헌이 되고, 그 뒤 벼슬이 이조 판서에 이르렀으며, 주로 간관으로 지내면서 청빈한 정치와 국가의 질서를 바로잡는 데 노력했다. 세종의 명에 의해 성리학군서(性理學群書)의 발문을 지었으며 팔로명승루기(八路名勝樓記)를 찬하였다. 동지춘추관사가 되어 《고려사절요》의 편찬에 참여하고, 여러 지방의 명승지에 대해서도 찬술하였다. 성품이 조용하고 깨끗하며 욕심이 없었다고 하며, 《동문선》에 김효정의 시 〈금성헌상운(金城軒上韻)〉이 실려 있다. 시호는 문정(文靖)이며. ‘도덕을 널리 들은(道德博聞) ‘文’이라 하고 ‘몸을 조심스레 가지고 말이 적은 것(恭己鮮言)을 ‘靖’이라 하였다.

## 시문
금성헌상운(金城軒上韻) 김효정(金孝貞)의 시 (동문선)
위태한 길에는 험한 곳 많고 / 危途多險巇
작은 지혜는 간간을 싫어 한다 / 小智厭間間
나무는 높거나 낮거나 고요한 것 사랑하고 / 樹愛高低靜
구름은 가거나 있거나 한가한 것 좋아한다 / 雲憐去住閑
흐르는 물에서 세월을 보고 / 年光看逝水
고향 생각에서 돌아가기 생각한다 / 歸思憶家山
밝는 날에는 저 회양 길에서 / 明日淮陽路
철령의 어려움을 근심스레 들으리 / 愁聞鐵嶺關
일수영회포고성(一水縈廻抱古城) 김효정(金孝貞)의 시 (신증, 영천군)
“한 줄기 물은 휘돌아 옛 성을 안아 흐르나니, 산의 형세는 곧 바로 거북의 이름 얻었다.” 하였다.
일구현고다교목(一區縣古多喬木) 김효정(金孝貞)의 시 (신증, 청도군)
“한 고장 오랜 고을에 큰 나무 많고, 사면 추녀가 트여 좋은 산을 대하네.” 하였다.

## 약력
- 1383년(우왕 9년) 출생
- 1399년(정종 원년) 사마시(司馬試) 생원이 되고 17세
- 1402년(태종 2년, 임오(壬午) 식년시(式年試) 동진사(同進士) 15위(25/33) 20세
- 1427년(세종 9년, 정미(丁未) 중시(重試) 을과 2등(乙科二等) 6위(9/12) 45세
- 1410년(태종 10년, 9월 7일, 명(明)영락(永樂) 8년) 선교랑(宣敎郞) 사헌부(司憲府) 감찰(監察)
- ? 승훈랑(承訓郞) 행(行) 청주교수(淸州敎授)
- 1417년(태종 17년, 8월 3일) 명(明)영락(永樂) 15년) 승의랑(承議郞) 예조 좌랑(禮曹佐郞)
- 1418년(태종 18년, 1월 16일) 명(明)영락(永樂) 16년) 승의랑(承議郞) 형조 좌랑(刑曹佐郞)
- 1420년(세종 2년, 3월 16일) 명(明)영락(永樂) 18년) 통선랑(通善郞) 사간원(司諫院) 우헌납(右獻納) 겸(兼) 태상왕(太上王) 봉숭도감(封崇都監) 부사판관(副使判官)
- 1423년(세종 5년, 5월 28일) 명(明)영락(永樂) 21년) 통덕랑(通德郞) 이조 정랑(吏曹正郞)
- 1425년(세종 7년) 봉정대부(奉政大夫) 의정부(議政府) 사인(舍人) 겸(兼) 지제교(知製敎), 춘추관(春秋館) 기주관(記注官)
- 1427년(세종 9년, ?월 ?일) 명(明)선덕(宣德) 2년) 중훈대부(中訓大夫) 전농시 윤(典農寺 尹) 세자우필선(世子右弼善)
- 1427년(세종 9년, ?월 ?일) 명(明)선덕(宣德) 2년) 통훈대부 (通訓大夫) 판군기감사(判軍器監事)
- 1427년(세종 9년, 8월 6일) 명(明)선덕(宣德) 2년) 통정대부(通政大夫) 사간원(司諫院) 우사간 대부(右司諫 大夫)
- 1427년(세종 9년, 10월 27일) 명(明)선덕(宣德) 2년) 통정대부(通政大夫) 사간원(司諫院) 좌사간 대부(左司諫 大夫)
- 1428년(세종 10년, 윤4월 1일) 명(明)선덕(宣德) 3년) 신속육전(新續六典)』 5권과 등록 1권을 수찬 완성
- 1428년(세종 10년, 12월 20일) 명(明)선덕(宣德) 3년) 통정대부(通政大夫) 집현전(集賢殿) 부제학(副提學) 겸(兼) 첨지중추원사(僉知中樞院事)
- 1432년(세종 14년, 3월 18일) 명(明)선덕(宣德) 7년) 호조(戶曹) 우참의(右參議)
- 1432년(세종 14년, 10월 12일) 명(明)선덕(宣德) 7년) 이조(吏曹) 우참의(右參議)
- 1432년(세종 14년 12월 8일) 명(明)선덕(宣德) 7년) 이조(吏曹) 좌참의(右參議)
- 1434년(세종 16년, 4월 23일) 명(明)선덕(宣德) 9년) 가선대부(嘉善大夫) 예문관(藝文館) 제학(提學)
- 1434년(세종 16년, 7월 13일) 명(明)선덕(宣德) 9년) 경상도 관찰사(慶尙道 觀察使)
- 1435년(세종 17년, 6월 29일) 명(明)선덕(宣德) 10년) 집현전(集賢殿) 제학(提學) 예문관(藝文館) 제학(提學) 겸(兼) 동지춘추관사(同知春秋館事) 세자우부빈객(世子右副賓客)
- 1436년(세종 18년, 8월 21일) (明) 정통(正統) 원년) 예문관 제학 제임시 성절사(聖節使)로 명 북경으로 출발하다
- 1436년(세종 18년, 12월 26일) 명(明) 정통(正統) 원년) 성절사(聖節使)로 명 북경에서 돌아왔다
- 1437년(세종 19년, 1월 26일) 명(明) 정통(正統) 2년) 가정대부(嘉靖大夫) 사헌부(司憲府) 대사헌(大司憲)
- 1437년(세종 19년, 2월 16일) 명(明) 정통(正統) 2년) 사헌부(司憲府) 대사헌(大司憲) 사직 상소하였으나 윤허하자 아니하였다.
- 1437년(세종 19년, 3월 22일) 명(明) 정통(正統) 2년) 예문관(藝文館) 제학(提學)
- 1938년(세종 20년) 자헌대부(資憲大夫) 승차
- 1939년(세종 21년) 정헌대부(正憲大夫) 이조판서(吏曹判書) 겸(兼) 지경연사(知經筵事) 의금부사(義禁府事) 춘추관사(春秋館事) 세자좌빈객(世子左賓客) 집현전(集賢殿) 대제학(大提學) 예문관 대제학(藝文館 大提學)
- 1440년(세종 22년, ? 음.양 2월 2일) 명(明) 정통(正統) 5년) 卒하시어, 5월 19일 상주 낙동 낙가산 오향 언덕에 예장하였다. 향년 58세

## 가족 관계
선산(일선)김씨(善山(一善)金氏)의 시조(始祖) 김선궁(金宣弓)은 신라 46대 문성왕(文聖王)의 7대손으로서 일선군사(一善郡事) 체의(體誼)의 아들이며, 대각간 추봉 예흥왕 민선(大角干 追封 睿興王 敏善)의 손자요, 상대등 안(上大等 安)의 증손으로 일선군(一善郡)에서 태어났다. 태조가 후백제를 칠 때 숭선(嵩善)에 이르러 종군할 사람을 모집하였는데, 선궁이 아전으로 응모하였으므로 태조가 기뻐서, 자기가 쓰던 활을 내려주면서 선궁(宣弓)이라는 이름도 함께 하사하였다. 뒤에 공(功)으로써 고려개국(高麗建國) 정란보국(靖難輔國) 벽상공신(壁上功臣) 대광문하시중(大匡門下侍中)이 되었다. 정종(定宗)이 대승(大丞)에 추증하였으며, 시호를 순충(順忠)이라 하였다. 맏아들 봉문(奉文)은 삼사우윤(三司右尹)으로 고향에 돌아와 아전이 되었으며, 둘째아들 봉술(奉術)은 아버지의 뒤를 이어 시중이 되었다. 부의 사족(士族) 및 이족(吏族)은 다 선궁의 후손들이다<출처: 신증동국여지승람>
- 증조부 : 원로(元老) 고려(高麗) 증(贈) 정순대부(正順大夫) 봉익대부(奉翊大夫)예의판서(禮儀判書) 동부찬성사 판밀직사사(判密直司事) 진현관 대제학(進賢館 大提學) 지춘추관사(知春秋館事) 상호군(上護軍) 행(行) 신호위보승낭장(神虎衛保勝郎將)
- 증조모 : 정부인(貞夫人) 수주김씨
  - 조부 : 제,제,제해(濟,齊,濟海) 증(贈) 가선대부(嘉善大夫) 예조참판(禮曹參判) 행(行) 고려(高麗) 조봉랑(朝奉郞) 지평해군사(知平海君事) 시(諡) 충개공(忠介公)
  - 조모 : 숙부인(淑夫人) 안동권씨
    - 부 : 자연(自淵) 증(贈) 정헌대부(正憲大夫) 이조판서(吏曹判書) 행(行) 가선대부(嘉善大夫) 이조(吏曹) 참판(參判)
    - 모 : 정부인(貞夫人) 전주이씨
      - 동생 : 효시(孝始) 선교랑(宣敎郞) 사헌부 감찰(司憲府 監察)
      - 제수 : 숙인(淑人) 수주김씨

- 배우자 : 정부인(貞夫人) 안동권씨
- 배우자 2 : 정부인(貞夫人) 충주진씨
  - 장자 : 안생(安生) 좌익원종공신(佐翼原從功臣) 통훈대부(通訓大夫) 행(行) 사헌부(司憲府) 장령(掌令)
  - 2자 : 한생(漢生) 통훈대부(通訓大夫) 행(行) 합천 군수(陜川 郡守)
  - 3자 : 경생(京牲) 가선대부(嘉善大夫) 행(行) 이조참의(吏曹參議) 경연(經筵) 동지의금부사(同知義禁府事) 예문관 직제학(經筵 同知義禁府事 藝文館 直提學)
    - 장녀 : 봉비 정부인(貞夫人) 증(贈) 정경부인(貞敬夫人) 선산김씨(善山金氏)
    - 사위 : 김문기(金文起, 김녕김씨金寧金氏), 호는 백촌(白村), 시호 충의(忠毅), 사육신(死六臣), 자헌대부 공조판서 겸 오위도총부도총관 증 숭정대부 의정부 좌찬성 겸 의금부사 지경연 춘추관사 홍문관 대제학 예문관 대제학 지성균관사 세손이사,
    - 2녀 : ? 선산김씨(善山金氏)
    - 사위 : 이장손(李長孫, 전주이(씨全州李氏), 명천도정(明川都正), 부(夫) 무림군(茂林君) 1남
      - 손자 : 장눌(長訥) 통정대부(通政大夫) 상주목사(尙州牧使) 겸(兼) 경상도(慶尙道) 우병영(右兵營) 상주진관(尙州鎭館) 병마첨절제사(兵馬僉節制使), 중직대부(中直大夫) 사헌부(司憲府) 집의(執義)
      - 손자 : 중눌(仲訥) 조산대부(朝散大夫) 평해 군수(平海 郡守)
      - 손자 : 계눌(季訥) 선교랑(宣敎郞) 장악원(掌樂院) 주부(主簿), 용궁 현감(龍宮 縣監)
- 외조부 : 이문정(李文挺, 전주이씨), 단성익조좌명공신(端誠翊祚佐命功臣) 광정대부 정당문학 지춘추관사 상호군 행 정의대부 판비서감사